# Manicongo

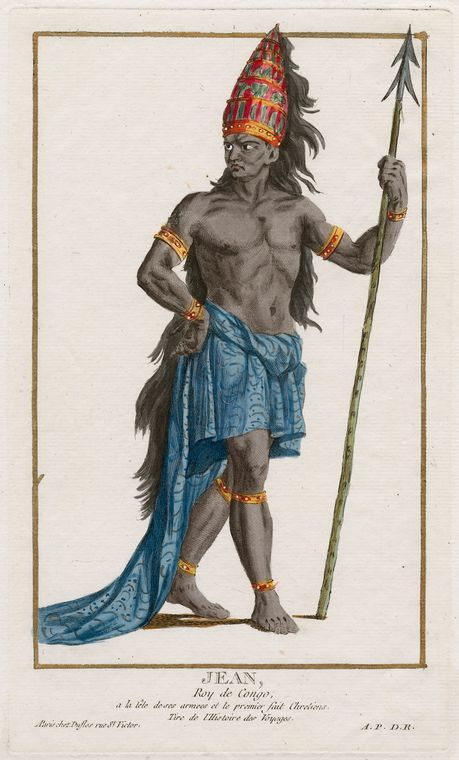

Manicongo o Mwene Kongo fue el título de los gobernantes del Reino del Congo, un reino que existió desde el siglo XIV al XIX, el cual comprendía la actual Angola y la República Democrática del Congo. El manicongo tenía la sede de su poder en M'banza Kongo, aunque durante el periodo de 1570-1975, la ciudad cambiaba temporalmente de nombre, siendo rebautizada como São Salvador, la actual capital de la provincia de Zaire, en Angola, desde donde se nombraba a los gobernadores de las provincias del reino y se recaudaban los tributos correspondientes . 
El término "manicongo" es una deformación portuguesa del término kikongo "Mwene Kongo" (literalmente "señor del Congo"). El término "wene" del cual deriva "Mwene" se refiere al reino, según textos misioneros portugueses de 1624, en donde se explica a los nativos acerca del Reino de los Cielos. El término "Mwene" se crea mediante la adición del prefijo personal "Mu-" a este término, dándole la definición de "persona que desempeña las funciones del reino". 
Mani es una deformación de la escritura original de esta palabra, que es advertida en textos bastante antiguos, en particular las cartas de su majestad Afonso I del Congo, en las que escribe a los reyes portugueses Manuel I y Juan III acerca del moinepango (Mwene Mpangu) la autoridad provincial del Congo, en la que aparece la pronunciación actual del término Mani. 
La palabra no solo se utilizó para denominar a los reyes, también se aplicó a cualquiera que tuviera autoridad, incluidos funcionarios y sub-funcionarios provinciales, a los cuales también se les llamó "mani". A pesar de lo problemático del uso de este término, casi todos los escritores, tanto los hablantes de kikongo, como los de portugués, incluidos los propios reyes del Congo, utilizan el término "Manikongo", para referirse a esta autoridad.